# Пјано Парадизо (Фођа)
Пјано Парадизо (итал. Piano Paradiso) је насеље у Италији у округу Фођа, региону Апулија.
Према процени из 2011. у насељу је живело 71 становника. Насеље се налази на надморској висини од 669 м.